# Pontus Payen
Pontus Payen (Atrecht, ca. 1550 – aldaar, 9 mei 1609) was een Zuid-Nederlands jurist wiens levendige en gedetailleerde verslag een van de voornaamste bronnen is over de Geuzenrevolte en het uitbreken van de Tachtigjarige Oorlog.

## Levensloop
Payen behoorde tot de lagere adel. Zijn ouders waren Jean (Hector) Payen en Anne de Warlincourt. Zelf had hij zeven kinderen bij twee vrouwen, Catherine Hardy († 1589) en Marguerite de Louvers.
Payen was een gematigd katholiek die zich verzette tegen de onverbiddelijke ketterbestrijding van de koning. Hij steunde dan ook de doelstellingen van het Eedverbond, maar herzag zijn positie na de Beeldenstorm. Hij verafschuwde zowel de Spaanse invloed op de regering als de verscheurende acties van de geuzen.
Ondanks een onregelmatigheid werd hij op 27 april 1571 aanvaard als poorter van Atrecht. Op 19 mei 1582 kreeg hij adelbrieven van koning Filips II, die hem voor zoveel als nodig bevestigden als heer van Essars, La Bucquière (Brebières) en Hautecôte. Dit kaderde in de verzoenende politiek van het Spaanse gezag na de Unie van Atrecht. Payen werd schepen van zijn stad (1596, 1597, 1599, 1601, 1602, 1604) en advocaat in de Raad van Artois.

## Werk
De teksten van Payen zijn pas in de 19e eeuw bestudeerd. Zijn hoofdwerk is ongetwijfeld het boek over de 'burgeroorlog in de Nederlanden', waarin hij de periode 1559-1567 dekt. Uit zijn vermeldingen is af te leiden dat Payen nog kennis moet hebben gehad van de onthoofding van Egmont en Horne, hoewel niet beschreven: de tekst breekt af bij de installatie van de Raad van Beroerten. Waarschijnlijk is hij dus neergeschreven in 1568. Op grond van zijn bedenkingen kan Payen bij de malcontenten worden gerekend, al was hij genuanceerd in zijn oordeel. Hij was kritisch voor Oranje maar liet niet na zijn pogingen tot ontspanning te belichten. De heerschappij van keizer Karel V en Margaretha van Parma werd geïdealiseerd, in scherp contrast met de puinhopen van Alva. Van kardinaal Granvelle maakte hij geen zondebok: hij zette hem neer als een kundig en loyaal staatsman.
Het tweede werk van Payen beschrijft gebeurtenissen in zijn geboortestad uit de periode 1577-78. Het is tot stand gekomen na de Unie van Atrecht en veel partijdiger.

## Geschriften
- Livre de la guerre civile des Pays Bas, 4 dln. (bewaard in vier manuscripten in Arras, Douai en Den Haag)
- Discours véritable de ce qui s'est passé en la ville d'Arras, depuis l'union et confédération des estatz d'Artois avecq aultres provinces du Pays-Bas

## Voetnoten
1. ↑  Henk van Nierop, Edelman, bedelman. De verkeerde wereld van het Compromis der Edelen , in: BMGN - Low Countries Historical Review, 1992, nr. 107/1, p. 3

- Biografisch Portaal: 94819839
- Nederlandse Thesaurus van Auteursnamen: 15133305X
- Virtual International Authority File: 306208863
- WorldCat: E39PBJdmpf4g7WRrrHPdjQVwG3